# John O'Hara
John O'Hara (Liverpool, 1962) je britský dirigent, který od roku 2003 hraje na klávesy a akordeon ve skupině Iana Andersona Rubbing Elbow Band, od roku 2006 pak ve skupině Jethro Tull.
O'Hara je docentem Bath University a Bristol University a hostujícím docentem Royal Welsh College of Music and Drama.